# Lac du Flambeau
Lac du Flambeau es un pueblo ubicado en el condado de Vilas en el estado estadounidense de Wisconsin. En el Censo de 2010 tenía una población de 3.441 habitantes y una densidad poblacional de 10,4 personas por km².

## Geografía
Lac du Flambeau se encuentra ubicado en las coordenadas 45°58′9″N 89°52′42″O / 45.96917, -89.87833. Según la Oficina del Censo de los Estados Unidos, Lac du Flambeau tiene una superficie total de 330.78 km², de la cual 256.7 km² corresponden a tierra firme y (22.4%) 74.08 km² es agua.

## Demografía
Según el censo de 2010, había 3.441 personas residiendo en Lac du Flambeau. La densidad de población era de 10,4 hab./km². De los 3.441 habitantes, Lac du Flambeau estaba compuesto por el 34.15% blancos, el 0.12% eran afroamericanos, el 63.82% eran amerindios, el 0.09% eran asiáticos, el 0% eran isleños del Pacífico, el 0.12% eran de otras razas y el 1.71% pertenecían a dos o más razas. Del total de la población el 2.44% eran hispanos o latinos de cualquier raza.